# Artio

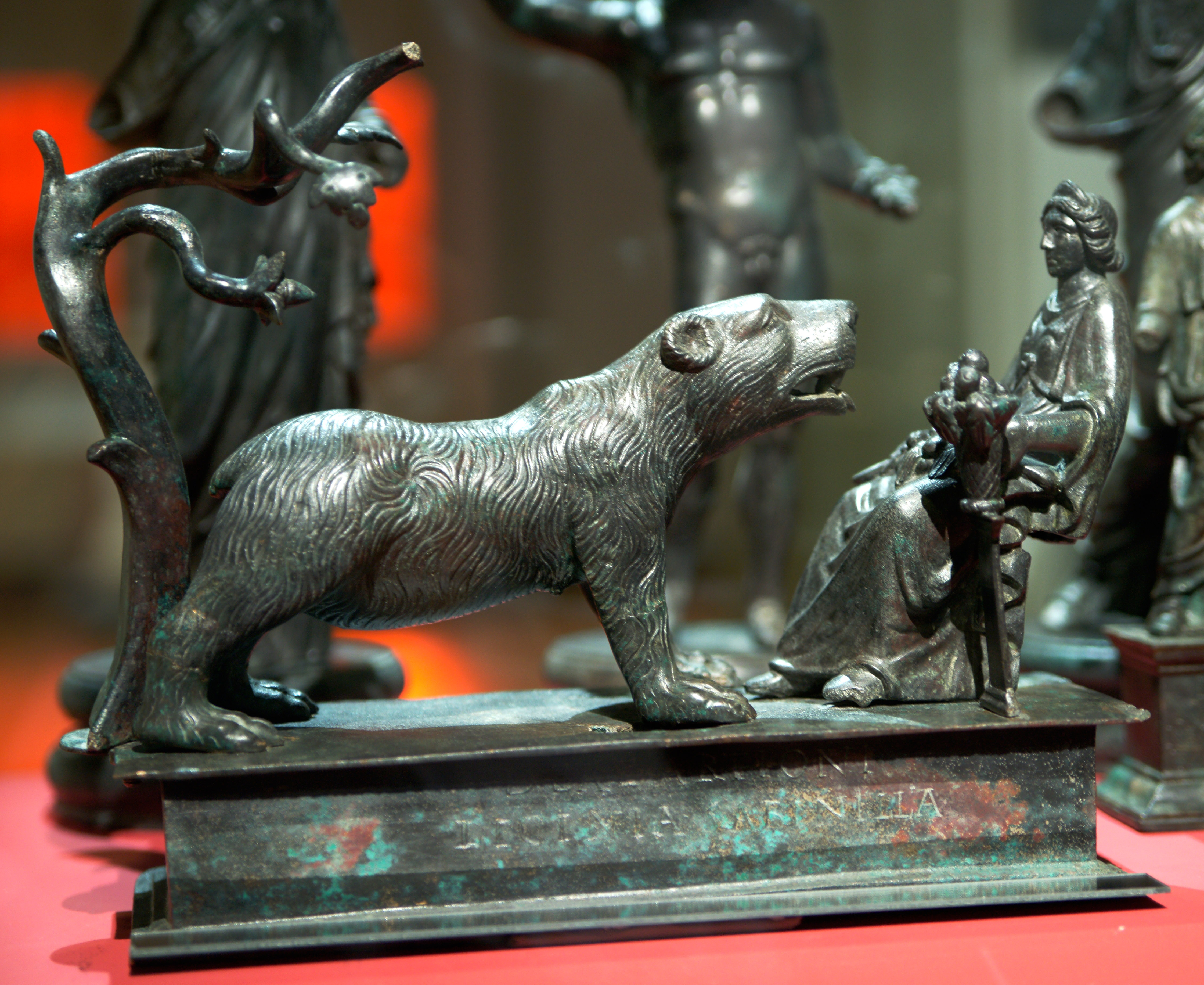
Artio es representada en esta escultura bajo las formas de oso y figura humana.

En la mitología celta, Artio era una diosa, que parece haber sido especialmente venerada por el pueblo celta de los helvecios, aunque hay datos que indican que fue igualmente venerada en otros lugares del ámbito cultural celta, incluyendo la Hispania celta (por ejemplo, entre los beturios), o en Asturias y País Vasco. Parece haber sido la divinidad titular de la caza (lo que explicaría que a veces aparezca sustituida por Diana cazadora) y del bosque. Su representación física parece haberse hecho por medio de un oso.
Por otra parte, en el Pirineo aragonés encontramos referencias al mismo nombre, en lugares como Artieda, en zonas de población celta (suessetanos) aun cuando puede suscitarse la duda de si el topónimo se genera debido a la diosa o al animal.

## Representación
Artio nos es conocida a través de algunas inscripciones, así como por una pequeña estatua en bronce fechada en el siglo II, localizadas en unas excavaciones arqueológicas que tuvieron lugar en Muri bei Bern, en el distrito de Berna (de aquí procede el otro nombre con el que es también conocida, Artio de Muri).
La estatua mide 15,6 cm de altura y 19 cm de anchura. Representa a un oso (posiblemente una hembra) a cuatro patas, con la cabeza alzada y las fauces entreabiertas, dejando ver sus dientes caninos. Un arbolillo provisto de dos ramas, una hoja y unas frutas está plantado tras el oso, a la vez que una mujer sentada en una silla se encara al animal. Dicha imagen femenina, una representación de la diosa romana Abundancia, es un añadido posterior.
La escultura reposa sobre un largo zócalo rectangular, igualmente de bronce, que lleva grabada la siguiente inscripción, que incluye el nombre de quien consagró la estatuilla a la diosa:
Deae Artioni / Licinia Sabinilla
A la diosa Artio / de parte de Licinia Sabinilla

## Etimología
Artio significa oso en lengua gala, un animal emblemático de la realeza entre los celtas. Podemos encontrar la misma raíz en otras lenguas celtas: art en irlandés antiguo, arth en galés, arz en bretón. De esta misma raíz procede el nombre de ártico como zona donde se ven las osas (constelaciones circumpolares ursa major y ursa minor) y antártico como zona opuesta al ártico, y el nombre de Arturo que coincide con la estrella más brillante de la constelación boyero que por preceder en el cielo a la osa mayor significa algo similar a "el que guía a las osas"